# Шретштакен
Шретштакен (нім. Schretstaken) — громада в Німеччині, розташована в землі Шлезвіг-Гольштейн. Входить до складу району Герцогство Лауенбург. Складова частина об'єднання громад Брайтенфельде.
Площа — 8,47 км2. Населення становить 481 ос. (станом на 31 грудня 2020).

## Галерея

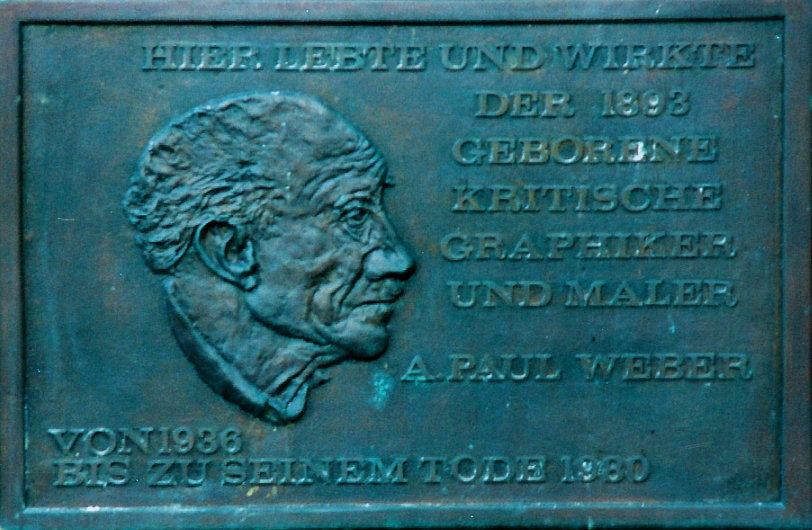